# Балтийский путь
Балтийский путь (эст. Balti kett, то есть Балтийская цепь; латыш. Baltijas ceļš, лит. Baltijos kelias) — мирная акция в прибалтийских республиках СССР, проведённая 23 августа 1989 года.
Жители Литвы, Латвии и Эстонии выстроили живую цепь длиной около 670 км (до двух миллионов человек, то есть примерно 25 % населения трёх прибалтийских республик в то время), таким образом соединив Таллин, Ригу и Вильнюс. Акция была приурочена к 50-летию со дня подписания пакта Молотова — Риббентропа, целью акции было привлечь внимание мирового сообщества к историческим событиям, которые изменили статус стран Прибалтики. Согласно пакту и секретному протоколу, прилагающемуся к нему, СССР и Германия разделяли сферы влияния в Европе: Латвия, Эстония, Финляндия, восточные области Польши и Бессарабии отходили СССР, а Литва и запад Польши — Германии.
Акция продемонстрировала растущую уверенность сил, боровшихся за восстановление независимости прибалтийских стран. Организаторами стали Народный фронт Эстонии, Народный фронт Латвии и Саюдис в Литве. «Балтийский путь» позволил продемонстрировать всему миру желание народов Прибалтики восстановить свою государственную независимость, их солидарность в этом стремлении. Сепаратистские организации воспользовались акцией, чтобы показать, что восстановление независимости прибалтийских республик — вопрос не только политический, но также обусловленный юридически и морально. Правительство СССР в свою очередь отреагировало на акцию лишь обильной риторикой, не сделав никаких реальных шагов для укрепления отношений между республиками, а уже через 6 месяцев после проведения Балтийского пути Литва 11 марта 1990 г. первой из Балтийских республик объявила о восстановлении государственной независимости.

## Предпосылки

### Республики Прибалтики
Вплоть до 1989 года СССР не признавал существования секретного протокола к пакту Молотова-Риббентропа, согласно которому нацистская Германия признавала Прибалтику сферой интересов СССР, несмотря на то, что он широко публиковался западными странами после того, как был обнаружен в ходе Нюрнбергского процесса. Кроме того, СССР отрицал факт оккупации балтийских республик, заявляя, что они на добровольных основах вступили в Союз, после того, как народные правительства этих государств, выбранные незадолго до этого, подали соответствующее ходатайство к СССР. Балтийские же страны считали, что их присоединение к СССР было насильственным, и, в силу существования секретного протокола, — незаконным. Если бы прибалтийским политикам удалось доказать связь пакта со вступлением прибалтийских стран в СССР, то это могло бы вызвать целую цепь серьёзных политических изменений. Это позволило бы заявить, что советское правительство управляет государствами незаконно, а значит, все законы, изданные и применявшиеся на территории прибалтийских ССР с 1940 года, автоматически признавались недействительными. Такое решение также прекратило бы любые дебаты относительно отделения республик от СССР или получения широких автономий внутри Союза, так как фактически в этом случае страны de jure никогда и не входили бы в его состав. Соответственно, государства автоматически становились независимыми, и восстанавливали свой статус в довоенном виде и границах, полностью отменяя действие конституции СССР на своей территории, и делая незаконным присутствие вооружённых сил СССР на своей территории.

### Остальные республики
15 августа 1989 года в газете «Правда» в ответ на забастовки рабочих в Эстонии вышла статья, обвиняющая их в «истерии» под руководством «экстремистов», чьей целью были лишь собственные «узкие националистические интересы», а не высшие интересы всего Советского Союза.
18 августа «Правда» опубликовала обширное интервью с главой 26 созыва Съезда народных депутатов СССР Александром Николаевичем Яковлевым, посвящённое пакту Молотова-Риббентропа. Он признавал факт существования Пакта между Германией и СССР и секретного протокола, прилагающегося к нему. Он осудил договор, но заявил, что он никак не повлиял на факт включения прибалтийских республик в состав Союза. Таким образом Яковлев озвучил новую официальную позицию СССР, ранее заявлявшего о том, что секретного протокола к Пакту не существовало, а всё, что печаталось на Западе, было подделкой и провокацией, но в то же время отрицал факт оккупации республик в 1940 году.
Однако такая формулировка не устраивала страны Прибалтики, и 22 августа Верховный Совет Литовской ССР выступил с обвинением в адрес СССР в насильственной оккупации прибалтийских государств и прямой связи между Пактом Молотова-Риббентропа и вступлением стран в Союз. Это стало первым официальным протестом против легитимности советской власти на территории Прибалтики.

## Ход акции
Желающие участвовать в акции съезжались как на собственном транспорте, так и на предоставленных государственными органами и общественными организациями автобусах.
Из желающих участвовать, но не попавших в основную цепь была составлена отдельная ветка Каунас — Укмерге.
С самолётов Ан-2 над цепью людей разбрасывались цветы. Несмотря на запрет «Центра» на полёты в балтийском воздушном пространстве, самолёты сделали несколько рейсов.

## Память
Начиная с 1990 года ежегодно проводится математический конкурс «Балтийский путь».
В 2009 году организация ЮНЕСКО признала эту акцию феноменом ненасильственного сопротивления и приняла решение включить документальные материалы о ней в международный регистр программы «Память мира».
В августе 2013 года в Эстонии был открыт монумент Балтийской цепи, созданный литовским скульптором Гитенисом Умбрасасом .